# Katharina Schwabedissen

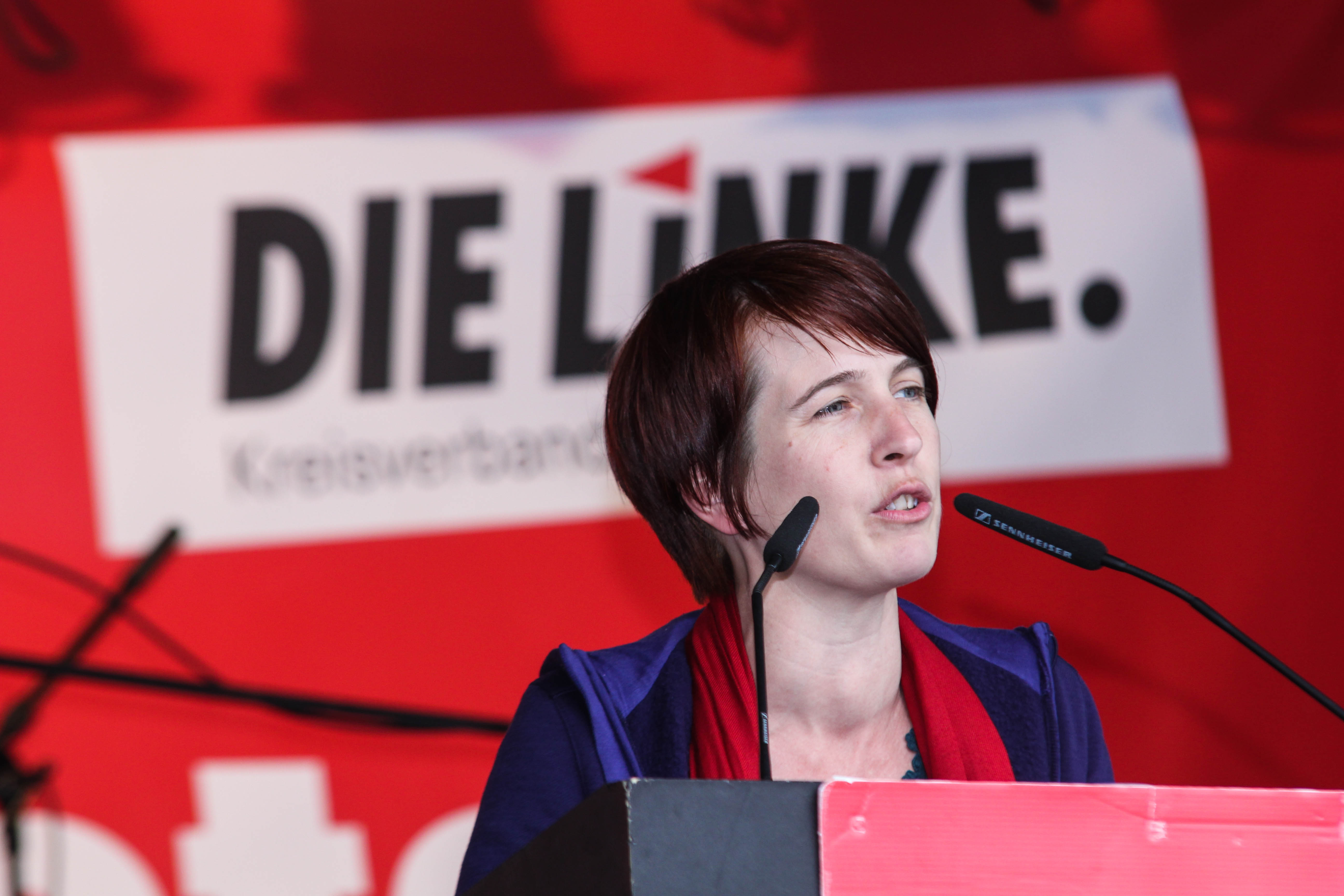
Katharina Schwabedissen als NRW-Spitzenkandidatin (2012)

Katharina Agnes Ulrike Schwabedissen (* 8. Dezember 1972 in Bielefeld) ist eine deutsche Politikerin. Von 2008 bis 2012 war sie Landessprecherin von Die Linke Nordrhein-Westfalen.

## Leben
Katharina Schwabedissen stammt aus einer Gladbecker Pastorenfamilie, ist gelernte Krankenschwester, hat einen MA in Philosophie und Geschichte, ist Mutter von drei Kindern und wohnt in Witten. Vor der Gründung der Partei Die Linke im Jahr 2007 war sie Vorstandsmitglied im Landesverband der Partei WASG, in die sie 2005 eingetreten war.
Auf dem Landesparteitag 2008 wurde sie zur Landessprecherin der Linken Nordrhein-Westfalen gewählt. 2010 wurde sie wiedergewählt und bildete bis Mitte 2012 gemeinsam mit Hubertus Zdebel die Spitze des Landesverbands. Zur Landtagswahl in Nordrhein-Westfalen 2012 trat sie als Spitzenkandidatin auf der Landesliste der Linken an, verfehlte aber mit ihrer Partei den Einzug in den Landtag und trat nicht mehr zur Wahl der Landessprecher an. Seit 2014 arbeitet sie als Gewerkschaftssekretärin bei ver.di.
Laut einem Bericht der taz aus dem Mai 2018 ist sie kein Parteimitglied mehr.